# Możejkowszczyzna
Możejkowszczyzna (biał. Мажэйкаўшчына; ros. Можейковщина) – chutor na Białorusi, w obwodzie grodzieńskim, w rejonie werenowskim, w sielsowiecie Żyrmuny.
W dwudziestoleciu międzywojennym leżała w Polsce, w województwie nowogródzkim, w powiecie lidzkim, w gminie Żyrmuny.
Podczas II wojny światowej na terenie chutoru mieściła się placówka Armii Krajowej. Jej komendant Julian Koszkiewicz został aresztowany przez sowietów w drugiej połowie stycznia 1945.